# Oliver Paasch

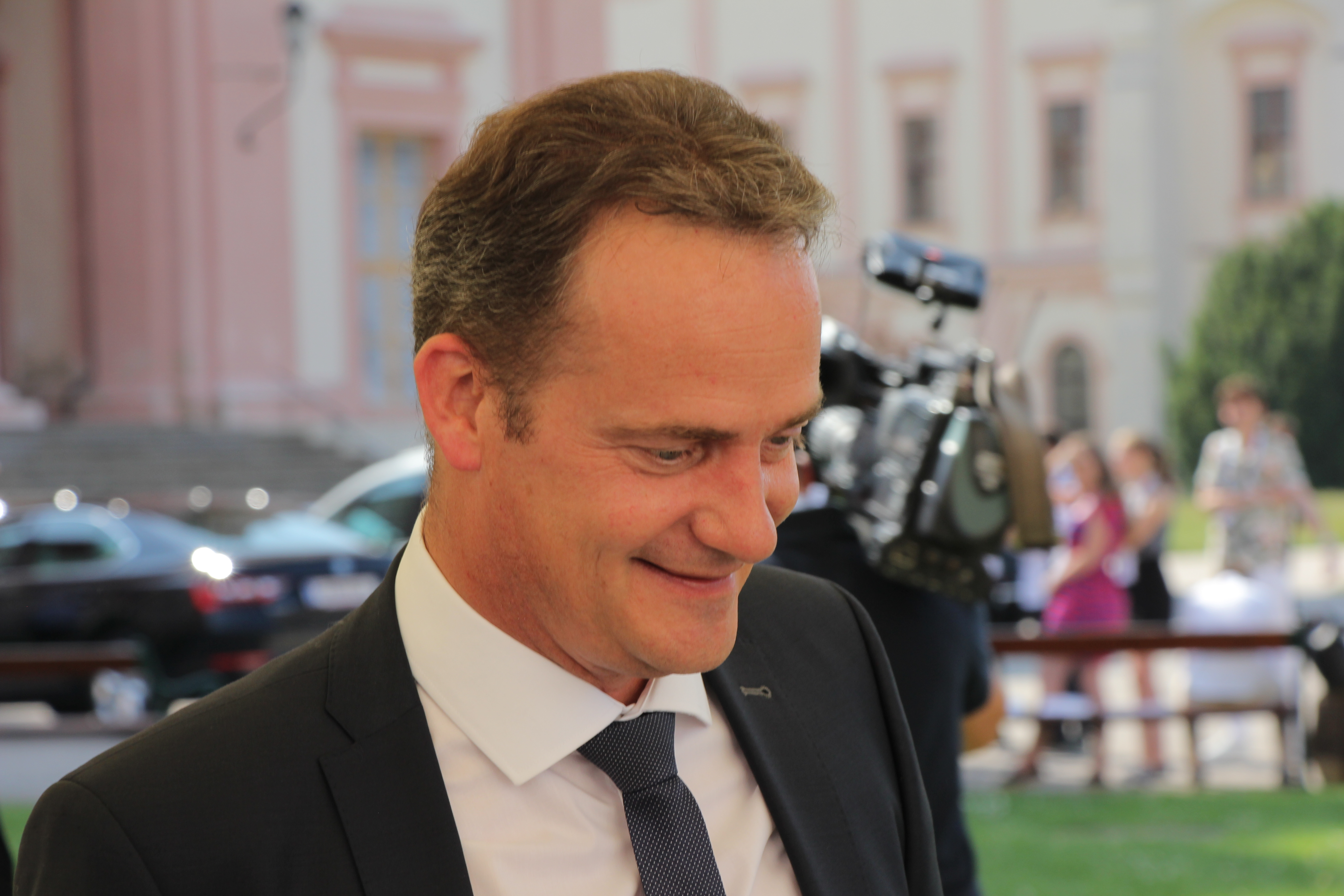
Oliver Paasch, 2019

Oliver Paasch (* 21. Oktober 1971 in Malmedy) ist ein belgischer Politiker der freien Bürgerliste ProDG („Pro Deutschsprachige Gemeinschaft“). Er ist seit 2004 Minister in der Regierung der Deutschsprachigen Gemeinschaft und seit dem 30. Juni 2014 ihr Ministerpräsident. Den Vorsitz von ProDG, dem inoffiziellen Nachfolger der Partei PJU-PDB, hatte er seit der Gründung im Juni 2008 bis Anfang 2013 inne.

## Leben
Oliver Paasch ist der älteste Sohn des ehemaligen PDB-Politikers Lorenz Paasch und Bruder des FIAN-Aktivisten Armin Paasch.
Paasch studierte an den Universitäten von Namur (FUNDP) und Louvain-la-Neuve (UCL). 1995 erwarb er das Lizenziat der Rechte. Es folgte eine Ausbildung an den Banken Crédit Général (Namur) und ABB (Brüssel). Von 1995 bis 1997 war er als Kreditanalyst bei der Crédit Général in Lüttich tätig, danach wurde er für ein Jahr Zweigstellenleiter derselben Bank in Malmedy. Anschließend war er bis 2003 Unternehmensberater und stellvertretender Direktor des Business Centers der CBC Bank in Verviers und stieg anschließend für ein Jahr auf den Posten des Direktors auf.
Sein Interesse für die Politik begann während des Studiums in Namur, wo Paasch Präsident der allgemeinen Studentenvereinigung war. 1993 bis 1994 übernahm er die Präsidentschaft der Vereinigung deutschsprachiger Studenten (Eumavia) an der Katholischen Universität Löwen in Neu-Löwen und war ebendort Vize-Präsident der Vereinigung wallonischer Studenten in den Jahren 1994 und 1995.
1994 gehörte er zu den Gründungsmitgliedern der Bewegung „Jugend für Europa“ (Juropa), die im Hinblick auf die Wahlen des Rats der Deutschsprachigen Gemeinschaft mit der PDB ein Parteibündnis einging. Etwa drei Jahre später, 1997, wurde Oliver Paasch Mitglied des Rats (heute: Parlament) der Deutschsprachigen Gemeinschaft Belgiens. Seit 2004 gehört er der Regierung der Deutschsprachigen Gemeinschaft an, zunächst als Minister für Unterricht und wissenschaftliche Forschung und ab Juni 2009 als Minister für Unterricht, Ausbildung und Beschäftigung. Aus den Gemeinschaftswahlen von 2014 trat die ProDG als große Gewinnerin hervor. Oliver Paasch führte das Bündnis mit Sozialisten (SP) und Liberalen (PFF) fort, löste gleichzeitig aber Karl-Heinz Lambertz (SP) vom Regierungsvorsitz ab und führt seitdem als Ministerpräsident die Regierung.
Paasch war mit der Moderatorin Heike Verheggen verheiratet und hat zwei Kinder. Verheggen war beim BRF und Radio Contact tätig.

## Übersicht der politischen Ämter
- 1997 – heute: Mitglied des Parlaments der Deutschsprachigen Gemeinschaft
- 2004 – 2009: Minister der Deutschsprachigen Gemeinschaft für Unterricht und wissenschaftliche Forschung
- 2009 – 2014: Minister der Deutschsprachigen Gemeinschaft für Unterricht, Ausbildung und Beschäftigung
- 2014 – heute: Ministerpräsident der Regierung der Deutschsprachigen Gemeinschaft